# Região Geográfica Imediata de Simplício Mendes
A Região Geográfica Imediata de Simplício Mendes é uma das 19 regiões imediatas do estado brasileiro do Piauí, uma das 4 regiões imediatas que compõem a Região Geográfica Intermediária de Picos e uma das 509 regiões imediatas no Brasil, criadas pelo IBGE em 2017. É composta de 7 municípios. Todos eles estão inclusos no território piauiense de Vale do Canindé, exceptuando Paes Landim e Socorro do Piauí, que se localiza na de Vale dos Rios Piauí e Itaueiras .